# مالشوویتسه
مالشوویتسه (به چکی: Malešovice) یک منطقهٔ مسکونی در جمهوری چک است که در ناحیه برنو-تسوونتری واقع شده‌است. مالشوویتسه ۹٫۲ کیلومتر مربع مساحت و ۴۵۸ نفر جمعیت دارد و ۱۸۷ متر بالاتر از سطح دریا واقع شده‌است.